# Carlos Alberto Hurtado
Carlos Alberto Hurtado (22 de enero de 1984, Zacatepec, Morelos México) es un exfutbolista mexicano. Jugaba de mediocentro y se retiró en el Celaya FC de la extinta liga de Ascenso MX.

## Clubes
| Club                   | País                | Año             | Partidos | Goles | Media |
| ---------------------- | ------------------- | --------------- | -------- | ----- | ----- |
| Dorados de Sinaloa     | México              | 2003 - 2004     | 37       | 2     | 0.05  |
| Club Atlas             | México              | 2004 - 2005     | 10       | 0     | 0     |
| Dorados de Sinaloa     | México              | 2005 - 2007     | 68       | 3     | 0.04  |
| Club Necaxa            | México              | 2007 - 2008     | 16       | 0     | 0     |
| Club Tijuana           | México              | 2008 - 2009     | 13       | 1     | 0.08  |
| Club León              | México              | 2008 - 2009     | 14       | 2     | 0.14  |
| Club Necaxa            | México              | 2009 - 2010     | 47       | 1     | 0.02  |
| Club San Luis          | México              | 2010 - 2011     | 9        | 0     | 0     |
| Club Necaxa            | México              | 2011 - 2015     | 82       | 1     | 0.01  |
| Club Zacatepec         | México              | 2015 - 2016     | 31       | 2     | 0.06  |
| Correcaminos de la UAT | México              | 2016 - 2017     | 1        | 0     | 0     |
| Celaya FC              | México              | 2017 - Presente | 0        | 0     | 0     |
| Total en su carrera    | Total en su carrera | 2003 - Presente | 328      | 12    | 0.04  |

## Títulos

### Campeonatos nacionales
| Título                       | Club   | País   | Año  |
| ---------------------------- | ------ | ------ | ---- |
| Liga de Ascenso Apertura     | Necaxa | México | 2009 |
| Liga de Ascenso Bicentenario | Necaxa | México | 2010 |
| Campeón de Ascenso           | Necaxa | México | 2010 |
| Liga de Ascenso Apertura     | Necaxa | México | 2014 |